# Józefina Pellegrini

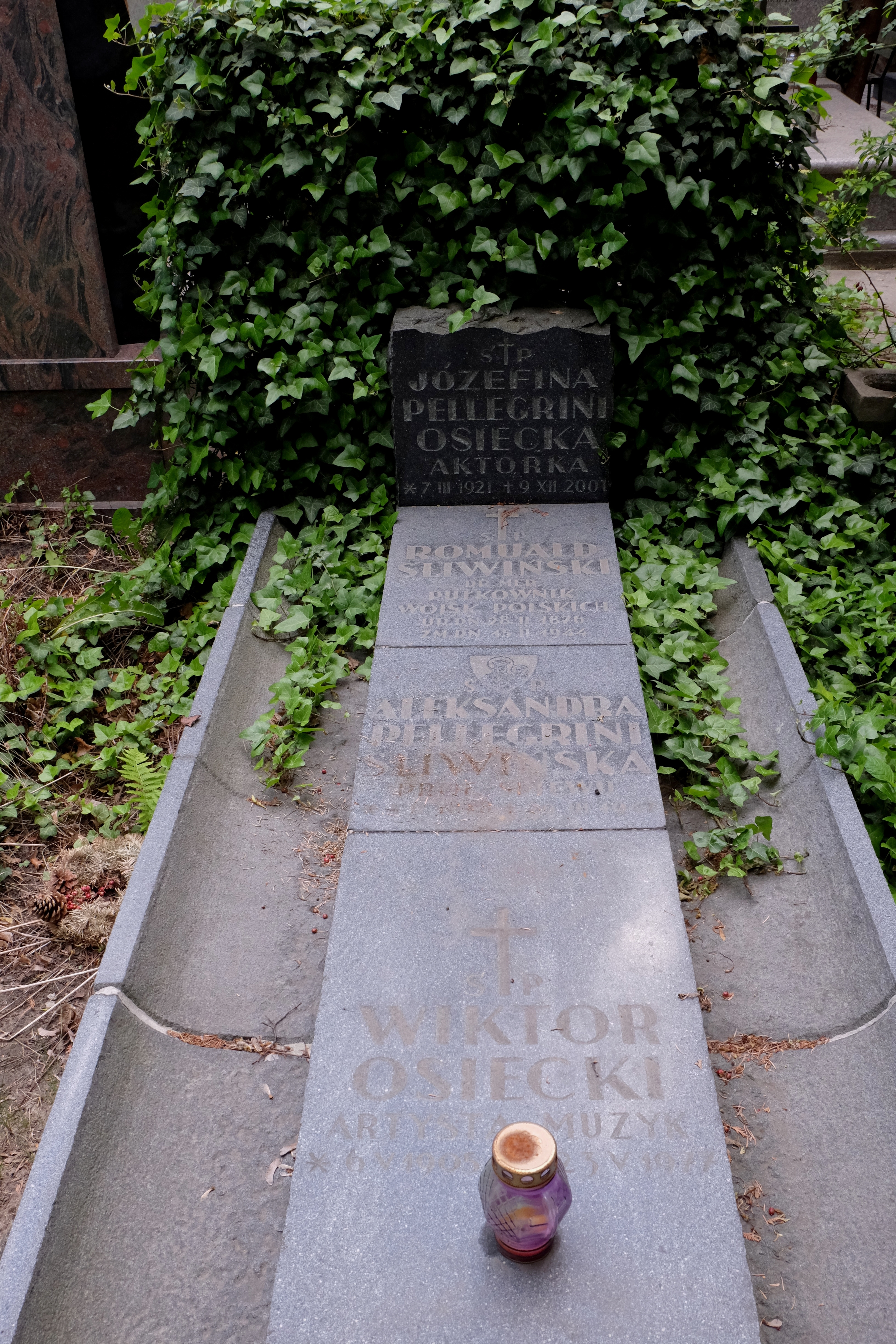
Grób Józefiny Pellegrini-Osieckiej, jej rodziców i męża na Cmentarzu Wojskowym na Powązkach w Warszawie

Józefina Pellegrini, wł. Józefa Osiecka de domo Śliwińska 1° v. Przyłęcka (ur. 7 marca 1921 w Warszawie, zm. 9 grudnia 2001 tamże) – polska aktorka, piosenkarka i wróżbitka pochodzenia włoskiego.

## Życiorys
Urodziła się w 1921 jako Józefa Śliwińska, córka pułkownika Wojska Polskiego, dra med. Romualda Śliwińskiego (1876−1944) oraz Aleksandry Pellegrini-Śliwińskiej (1878−1947). Jej matka była nauczycielką wokalistyki, absolwentką petersburskiego konserwatorium muzycznego, prowadziła szkoły śpiewu w Warszawie i Sankt Petersburgu.
Karierę artystyczną rozpoczęła w czasie okupacji, występując w warszawskich kawiarniach. Przyjęła pseudonim artystyczny Józefina Pellegrini, modyfikując imię i przybierając nazwisko panieńskie matki. 
W 1943 poślubiła reżysera teatralnego Stefana Przyłęckiego h. Zadora. Rok później, przed wybuchem powstania warszawskiego, przeprowadziła się z mężem do Zalesia Górnego, gdzie urodziła syna. W 1945 przeniosła się do Łodzi, gdzie występowała w teatrzyku swojego ówczesnego męża Na Pięterku, w Gongu oraz w zespole Szarotki. Powróciła do Warszawy w 1948 i od kolejnego roku rozpoczęła karierę estradową. Zdała eksternistycznie egzamin na aktorkę dramatu i teatrów muzycznych i urodziła drugiego syna.
Od 1954 występowała w żoliborskim Teatrze Estrady. Od 1957 przez kolejne trzydzieści lat była związana z Teatrem Syrena, od 1956 występowała też na deskach Teatru Buffo. Na przełomie lat 60. i 70. współpracowała z warszawskimi kabaretami. Wykonywała kuplety parodystyczne pisane na melodie ludowe (autorami tekstów byli Zdzisław Gozdawa i Wacław Stępień). W 1977 wystąpiła w roli piosenkarki w filmie Antyki.
Na początku lat 50. poznała Wiktora Osieckiego, z którym nawiązała romans, na skutek czego rozwiodła się z mężem. Para pobrała się w 1959 i stanowiła małżeństwo do śmierci Osieckiego w 1977. Po śmierci drugiego męża, Pellegrini rzadko pojawiała się na scenie, angażując się bardziej w parapsychologię i astrologię. Była autorką książek, układała horoskopy do radia, telewizji, a przede wszystkim gazet.
Odznaczona Złotym Krzyżem Zasługi i odznaką „Zasłużony Działacz Kultury”. Pochowana na Cmentarzu Wojskowym na Powązkach w Warszawie (kwatera A21-3-3).

## Publikacje
- 1994: Czytanie losu
- 1996: Moje widzenie losu

## Wspomnienia o artystce
- Hanka Bielicka: „Miała prześliczny głos w stylu włoskim – biła nas powodzeniem na głowę. Po prostu prawie żeśmy przy niej nie istnieli!"[4]